# Ternstroemia delicatula
Ternstroemia delicatula är en tvåhjärtbladig växtart som beskrevs av Jacques Denys Denis Choisy. Ternstroemia delicatula ingår i släktet Ternstroemia och familjen Pentaphylacaceae. Inga underarter finns listade i Catalogue of Life.